# 早川美里佳の酒のつまみと音楽と。
早川美里佳の酒のつまみと音楽と。（はやかわみりかのさけのつまみとおんがくと。）は、日本各地のAMラジオ局で放送されているラジオ番組である。クレバーエンタープライズ制作、スバルプランニング制作協力。twitterハッシュタグは「#つまおん」

## 概要
早川は、2024年3月まで中村詩織とともに「中村詩織のちょっとうたかた～ハッピースマイルカフェ～」のパーソナリティを務めており、同番組の終了に伴い、その後継番組としてスタートした。
「音楽」と「料理」をテーマとし、誰かの〝タメ〟になる番組を目指す。

## 出演者
- 料理研究家・早川美里佳[3]（クレバーエンタープライズ所属）

## 番組の流れ
- ディレクターによるオープニングのフリートーク。
- 番組のオススメソングを紹介。
- 早川による、お酒のおつまみにもなる簡単なレシピ紹介、または料理、調味料による豆知識を紹介（週替わり）
- ビーグルクルーのソングを流す。（週替わりで、エンディングテーマに交替されている。）
- メッセージ紹介（リスナーからのお悩み相談や質問に答える）。投稿が採用されたリスナーには、1000円分のクオカードがプレゼントされる。コーナーBGMは、吹奏楽調にアレンジされた「この道」である。※時期的に、特別企画になることもある。
- 早川のオススメソングを流す。
- 番組からの推薦曲（演歌または、歌謡曲）を紹介。
- 番組のメッセージの募集＆早川のイベント告知。
- 今日の格言（早川は番組まとめ格言を発表する）

## エンディングテーマ
※ 週代わり
- ビーグルクルー／栄光の未来へ
- ビーグルクルー／チームメイト

## 放送局・放送時間
- 岐阜放送ラジオ（岐阜放送） - 毎週水曜日 23:30 - 24:00（2024年4月3日 - ）
- 新潟放送（BSNラジオ） - 毎週土曜日 5:00 - 5:30（2024年4月6日 - ）

過去の放送局
- 京都放送（KBS京都）- 毎週水曜日 18:00 - 18:30（2024年4月3日〜2024年9月25日放送終了）